# Бак Кан (провинция)
Бак Кан (на виетнамски: Bắc Kạn) е виетнамска провинция разположена в регион Донг Бак. На север граничи с провинция Као Банг, на юг с Тхай Нгуйен, на запад с Туйен Куанг, а на изток с провинция Ланг Сон. Населението е 323 200 жители (по приблизителна оценка за юли 2017 г.).

## Административно деление
Провинция Бак Кан се състои от един град Бак Кан и седем окръга:
- Ба Бе
- Бят Донг
- То Дон
- То Мой
- На Ри
- Нган Сон
- Пак Нам